# Fritz Huber
Fritz Huber (ur. 6 kwietnia 1949 w Weißbach, części Bad Reichenhall) – zachodnioniemiecki zapaśnik walczący w stylu klasycznym.

## Kariera sportowa
Olimpijczyk z Monachium 1972, gdzie odpadł w eliminacjach w kategorii 52 kg. Zajął szóste miejsce na mistrzostwach świata w 1971. Brązowy medalista mistrzostw Europy w 1969 roku.
Zdobył pięć tytułów mistrza Niemiec w latach: 1970-1972, 1974 i 1976.
- Turniej w Monachium 1972

Wygrał z Norwegiem Trondem Martiniussenem, a przegrał z Rumunem Gheorghe Stoiciu i Węgrem Józsefem Doncseczem.